# 象牙胡同
象牙胡同是位于中国北京市西城区中部的一条胡同。

## 简介
象牙胡同原来西起宣武门内大街，东到油坊胡同南口。2000年代，随着宣武门内大街的扩建，以及胡同周边进行改造，象牙胡同成为介于宣武门天主堂及其北侧绿地之间的胡同，西起宣武门内大街，向东成为死胡同。相传，此处清朝时曾出土过一只象牙，故命名为“象牙胡同”。
明朝与清朝的象坊，并不在此处，而是在此以西的今新华社处。新华社大楼兴建时，开挖土方，也曾挖出一只象牙。明朝弘治八年（1495年），皇家建象坊于宣武门内西城根，称为“驯象所”。《日下旧闻考》载：“盖象至京，先于射所演习，故谓之演象所。而锦衣卫自有驯象所，专管象奴及象只，特命锦衣指挥一员提督之。”所谓“象奴”便是驯象及管象的把式，地位非常低，收入很微薄，生活贫苦。经过一段时间的驯养后，大象达到了“奴知象意，象晓奴语”的程度，即送交驯象所服役。顺治二年（1645年），锦衣卫改为銮仪卫，其中设驯象司。每逢皇帝出巡或者赴郊囿“大祀”时，卤薄中便有大象，用以驾车、驮宝、开道、伴驾。